# Спорран

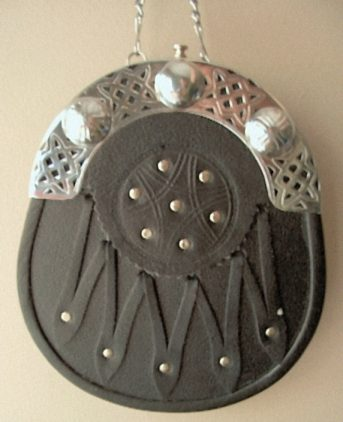
Полупарадный спорран

Спо́рран (от англ. sporran; на гэльском sporan) — поясная сумка-кошель, чаще всего кожаная, носимая на поясе, на ремне килта или на отдельном узком ремешке или цепочке. Исторически использовалась для хранения всяких мелких вещей или в качестве кошелька для денег, поскольку у килта или большого пледа (Great Plaid) отсутствуют карманы.
Сегодня это неотъемлемая декоративная часть национальной одежды шотландцев, а также используется у других кельтских народов, например, ирландцев. Сделан из кожи (или меха) животного с металлическим (традиционно серебряным) орнаментом.

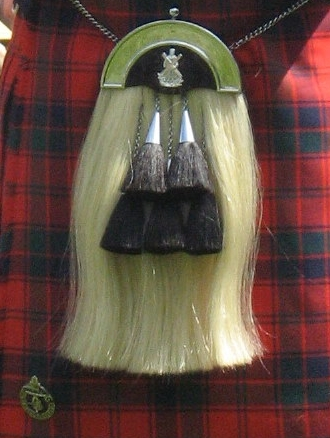
Парадный полковой спорран

## Виды спорранов
Различают несколько разновидностей спорранов — повседневные (day sporran), полупарадные (semi dress) и парадные (dress sporran). В основе конструкции всех типов спорранов — небольшая кожаная сумка, разница состоит в вариантах отделки.
Повседневные спорраны наиболее просты и практически ничем не украшены, иногда на них присутствуют простые кожаные кисточки (tassels, обычно 2—5 штук), имитирующие первоначально существовавшие и имевшие очевидное практическое значение кожаные тесёмки-завязки.
Внешняя часть полупарадных спорранов и их декоративные кисточки часто отделаны коротким мехом (например, тюленьим).
Парадные спорраны обычно богато отделаны различными разновидностями меха, а также обязательно имеют металлическое навершие (cantle) с каким-либо узором. Парадные спорраны, естественно, обычно носятся только при полном парадном шотландском костюме. Встречаются также парадные спорраны, отделанные шкурой и имитацией голов некоторых животных, например, лисицы или барсука.
Отдельный вид спорранов — так называемые полковые или военные спорраны, носимые обычно при парадной форме в горских шотландских полках или волынщиками в составе Pipes & Drums оркестров. Их отделка изготовлена из длинного конского волоса с разнообразными вариациями металлических наверший и волосяных кисточек, обычно контрастирующих по цвету с цветом волос основы. При движении масс единообразно одетых людей такие спорраны, покачиваясь в такт ходьбе, производят незабываемое впечатление.
Каждый горский полк британской армии носил только ему одному присущую форму споррана.

## Традиция
Традиция ношения спорранов изначально вызвана практической необходимостью — традиционный килт не допускает наличия карманов, поэтому солдатам негде было хранить деньги, пищу и личные вещи.
Спорран можно было получить бесплатно на время службы. По окончании службы такие спорраны возвращались. Офицерам и сержантам допускалось иметь собственные спорраны с уникальным стилем. Эти спорраны всё время были с солдатами вне зависимости от того, находились ли они на службе в данный момент. Использование индивидуальных спорранов породило различия в их стиле. Разные полки стали носить различные спорраны с уникальным оформлением.

## Ношение
Спорран обычно носится спереди строго по центру килта, рекомендуется опускать его ниже ремня не более чем на ширину ладони.
Барабанщики шотландских оркестров во время игры на барабане обычно для удобства сдвигают спорран набок.
Мужчины в шотландском национальном костюме, танцующие с дамами, обычно поступают так же.